# Juegos de las Islas de 2015
Los XVI Juegos de las Islas (en inglés, también conocidos como 2015 NatWest Islands Games por motivos de patrocinio) fue un evento deportivo que se llevó a cabo en Jersey, Islas del Canal, del 27 de junio a 3 de julio de 2015. Esta fue la segunda vez que la isla organizó los juegos, la primera vez fue en 1997.
El evento de una semana recibió alrededor de 3,000 competidores de 24 islas que participaron en 14 deportes. La mascota oficial de los juegos fue un gorila llamado Índigo quien vive en Durrell Wildlife Park en Trinity, Jersey.

## Islas participantes
24 islas entidades del IIGA, de Europa, del Atlántico Sur y del Caribe compitieron en los Juegos.
- Åland
- Alderney
- Anglesey
- Bermudas
- Islas Caimán
- Islas Malvinas
- Islas Feroe
- Frøya
- Gibraltar
- Gotland
- Groenlandia
- Guernsey
- Hitra
- Isla de Man
- Isla de Wight
- Jersey (anfitrión)
- Menorca
- Orcadas
- Rodas
- Saaremaa
- Sark
- Shetland
- Santa Helena
- Hébridas Exteriores

## Deportes
Los números entre paréntesis indican el número de eventos de medallas disputados en cada deporte.
- Atletismo (42)
- Bádminton (6)
- Baloncesto (2)
- Ciclismo (20)
  -  Montaña (8)
  -  Ruta (4)
  - Ciclismo urbano (4)
  - Contrarreloj (4)
- Fútbol (2) (detalles)
- Golf (2)
- Natación (42)
- Tenis (7)
- Tenis de mesa (6)
- Triatlón (4)
- Tiro con arco (12)
- Tiro deportivo (62)
- Vela
  - Windsurf
- Voleibol (4)
  -  Voleibol (2)
  - Voleibol de playa (2)

- Nota: Tiro con arco y tenis de mesa hacen su regreso a los Juegos de Isla. Aun así, la gimnasia y el squash se descartaron de estos Juegos.

## Medallero
Isla organizadora (Jersey)
| Núm.  | País                | Oro | Plata | Bronce | Total |
| ----- | ------------------- | --- | ----- | ------ | ----- |
| 1     | Jersey              | 50  | 53    | 30     | 133   |
| 2     | Isla de Man         | 34  | 27    | 29     | 90    |
| 3     | Guernsey            | 28  | 25    | 42     | 95    |
| 4     | Islas Feroe         | 18  | 18    | 24     | 60    |
| 5     | Gotland             | 17  | 8     | 16     | 41    |
| 6     | Isla de Wight       | 10  | 13    | 12     | 35    |
| 7     | Islas Caimán        | 10  | 13    | 12     | 35    |
| 8     | Saaremaa            | 7   | 10    | 3      | 20    |
| 9     | Hébridas Exteriores | 7   | 6     | 6      | 19    |
| 10    | Shetland            | 6   | 8     | 9      | 23    |
| 11    | Gibraltar           | 6   | 5     | 6      | 17    |
| 12    | Bermudas            | 5   | 7     | 4      | 16    |
| 13    | Anglesey            | 5   | 0     | 3      | 8     |
| 14    | Åland               | 3   | 9     | 12     | 24    |
| 15    | Menorca             | 3   | 6     | 6      | 15    |
| 16    | Hitra               | 2   | 3     | 4      | 9     |
| 17    | Sark                | 1   | 1     | 2      | 4     |
| 18    | Rodas               | 1   | 1     | 0      | 2     |
| 19    | Groenlandia         | 1   | 0     | 0      | 1     |
| 20    | Orcadas             | 0   | 2     | 3      | 5     |
| 21    | Islas Malvinas      | 0   | 2     | 0      | 2     |
| 22    | Santa Elena         | 0   | 0     | 1      | 1     |
| 23    | Alderney            | 0   | 0     | 0      | 0     |
| 23    | Frøya               | 0   | 0     | 0      | 0     |
| Total | Total               | 218 | 215   | 220    | 653   |